# Landseer
Landseer[Nota] é uma raça de cães reconhecida pela FCI como sendo oriunda do Canadá. De acordo com indícios, várias raças contribuíram para a composição deste canino, destacadamente os cães de ursos pretos e os crioulos, pertencentes aos viquingues. Fisicamente, as características que mais se destacam são sua resistência aos rigores climáticos e sua força, que lhe permite transportar cargas e salvar pessoas de afogamentos. Assemelhado ao terra-nova, pode chegar a medir os 80 cm na cernelha.